# Campionat del Món de Trial indoor 1995
|  | Per al campionat del món a l'aire lliure d'aquell any, vegeu Campionat del Món de Trial 1995 |

La temporada de 1995 del Campionat del Món de Trial indoor, anomenat oficialment FIM Indoor Grand Prix, fou la 3a edició d'aquest campionat, organitzat per la FIM. El calendari oficial constava de 15 proves puntuables, celebrades entre el 29 d'octubre de 1994 i el 23 de març de 1995. Tres de les proves programades es disputaren als Països Catalans: València (29 d'octubre), Girona (26 de novembre) i Barcelona (11 de febrer).
Marc Colomer va guanyar el segon dels seus tres títols mundials indoor consecutius, amb un total de sis victòries al llarg de la temporada contra les quatre del subcampió, Jordi Tarrés. Aquell any, Colomer va disputar les quatre primeres proves de la temporada amb Beta i la resta, amb Montesa. En contrapartida, Beta va fitxar Amós Bilbao, procedent de Montesa i Bruno Camozzi, procedent de Scorpa.

## Sistema de puntuació
Aquell any, el sistema de puntuació varià lleugerament pel que fa als punts atorgats a les proves del grup A, en què l'onzè classificat passà a obtenir-ne també. A les del grup B, el barem continuà igual que l'any anterior.
| Posició      | 1   | 2  | 3  | 4  | 5  | 6  | 7  | 8  | 9  | 10 | 11 |
| Punts Grup A | 100 | 85 | 75 | 65 | 55 | 50 | 45 | 40 | 35 | 30 | 25 |
| Punts Grup B | 40  | 34 | 30 | 26 | 22 | 20 | 18 | 16 | 15 | 14 | -  |

## Calendari
| Ronda | Data           | Any  | Grup | Prova     | Lloc          | Guanyador      |
| ----- | -------------- | ---- | ---- | --------- | ------------- | -------------- |
| 1     | 29 d'octubre   | 1994 | A    | Espanya   | València      | Jordi Tarrés   |
| 2     | 4 de novembre  | 1994 | A    | Espanya   | Granada       | Marc Colomer   |
| 3     | 20 de novembre | 1994 | A    | Itàlia    | Torí          | Tommi Ahvala   |
| 4     | 26 de novembre | 1994 | A    | Espanya   | Girona        | Jordi Tarrés   |
| 5     | 7 de desembre  | 1994 | A    | França    | Bordeaux      | Marc Colomer   |
| 6     | 17 de desembre | 1994 | B    | Finlàndia | Hèlsinki      | Tommi Ahvala   |
| 7     | 14 de gener    | 1995 | A    | Espanya   | Sant Sebastià | Marc Colomer   |
| 8     | 21 de gener    | 1995 | A    | França    | Tolosa        | Jordi Tarrés   |
| 9     | 3 de febrer    | 1995 | B    | França    | Lo Canet      | Donato Miglio  |
| 10    | 11 de febrer   | 1995 | A    | Espanya   | Barcelona     | Marc Colomer   |
| 11    | 17 de febrer   | 1995 | A    | Mònaco    | Montecarlo    | Marc Colomer   |
| 12    | 3 de març      | 1995 | B    | Espanya   | Oviedo        | Jordi Tarrés   |
| 13    | 4 de març      | 1995 | B    | França    | Angers        | Bruno Camozzi  |
| 14    | 18 de març     | 1995 | A    | França    | Liévin        | Dougie Lampkin |
| 15    | 23 de març     | 1995 | B    | Itàlia    | Bolzano       | Marc Colomer   |

## Classificació final
| Posició | Pilot                | Motocicleta  | Punts |
| ------- | -------------------- | ------------ | ----- |
| 1       | Marc Colomer         | Beta/Montesa | 1.037 |
| 2       | Jordi Tarrés         | Gas Gas      | 826   |
| 3       | Tommi Ahvala         | Fantic       | 656   |
| 4       | Joan Pons            | Gas Gas      | 533   |
| 5       | Donato Miglio        | Gas Gas      | 485   |
| 6       | Amós Bilbao          | Montesa/Beta | 465   |
| 7       | Dougie Lampkin       | Beta         | 451   |
| 8       | Steve Colley         | Gas Gas      | 405   |
| 9       | Bruno Camozzi        | Scorpa/Beta  | 300   |
| 10      | Diego Bosis          | Beta         | 194   |
| 11      | Takumi Narita        | Beta         | 134   |
| 12      | Marcel Justribó      | Beta         | 120   |
|         |                      |              |       |
| 17      | José Antonio Benítez | Gas Gas      | 39    |